# Massimo Firpo
Pour les articles homonymes, voir Firpo.
Massimo Firpo (né le 11 août 1946 à Turin) est un historien italien.

## Biographie
Massimo Firpo enseigne l'histoire moderne à l'Université de Turin et à l'École normale supérieure de Pise. Il est membre de l'Accademia nazionale dei Lincei.
Il a étudié à l'Université de Turin (où il a été parmi les élèves de Franco Venturi). Sa thèse, Pietro Bizzarri esule Italiano del Cinquecento, soutenue en 1969, a été publiée en 1971.
Il a enseigné aussi à l'Université de Cagliari, à la Cornell University de Ithaca et à l'Université d'Oxford.

## Publications

### Ouvrages
- Pietro Bizzarri esule italiano del Cinquecento, Giappichelli, Torino, 1971, pp. 331.
- Antitrinitari nell'Europa orientale del ‘500. Nuovi testi di Szymon Budny, Niccolò Paruta e Iacopo Paleologo, La Nuova Italia, Firenze, 1977, pp. XIX-414.
- Il problema della tolleranza religiosa nell'età moderna. Dalla Riforma protestante a Locke, Loescher, Torino, 1978, pp. 302.
- Il processo inquisitoriale del cardinal Giovanni Morone. Edizione critica (with Dario Marcatto), voll. 6, Istituto storico italiano per l'età moderna e contemporanea, Roma, 1981-1995, pp. 423, 1180, 462, 617, 724, 459.
- Inquisizione romana e Controriforma. Studi sul cardinal Giovanni Morone e il suo processo d'eresia, Il Mulino, Bologna, 1992, pp. 399
- Nel labirinto del mondo. Lorenzo Davidico tra santi, eretici, inquisitori, Olschki, Firenze, 1992, pp. XVIII-259.
- Riforma protestante ed eresie nell'Italia del Cinquecento. Un profilo storico, Roma-Bari, Laterza, 1993, pp. 206.
- Edition of Juan de Valdés, Alfabeto cristiano, Domande e risposte, Della predestinazione, Catechismo per i fanciulli, Einaudi, Torino, 1994, pp. CCII-218.
- Gli affreschi di Pontormo a San Lorenzo. Eresia, politica e cultura nella Firenze di Cosimo I, Einaudi, Torino, 1997, pp. XXIII-446.
- Dal sacco di Roma all'Inquisizione. Studi su Juan de Valdés e la Riforma italiana, Edizioni dell'Orso, Alessandria, 1998, pp. 232.
- I processi inquisitoriali di Pietro Carnesecchi (1557-1567). Edizione critica (with Dario Marcatto), voll. 2, Archivio Segreto Vaticano, Città del Vaticano, 1998-2000, pp. CXIX, 577; CLXXIX, 1453.
- Artisti, gioiellieri, eretici. Il mondo di Lorenzo Lotto tra Riforma e Controriforma, Roma-Bari, Laterza 2001, pp. 376.
- Disputar di cose pertinente alla fede. Studi sulla vita religiosa del Cinquecento italiano, Milano, Unicopli, 2003, pp. 236
- I processi inquisitoriali di Vittore Soranzo (1550-1558). Edizione critica (in collaborazione con Sergio Pagano), tt. 2, Archivio Segreto Vaticano, Città del Vaticano, 2004, pp. XCVII, 1061.
- Inquisizione romana e Controriforma. Studi sul cardinal Giovanni Morone (1509-1580) e il suo processo d'eresia, Nuova edizione rivista ed ampliata, Brescia, Morcelliana, 2005, pp. 624.
- Vittore Soranzo vescovo ed eretico. Riforma della Chiesa e Inquisizione nell'Italia del Cinquecento, Roma-Bari, Laterza, 2006, pp. XII-540.
- Battista Franco «pittore viniziano» nella cultura artistica e nella vita religiosa del '500 (with Fabrizio Biferali), Pisa, Edizioni della Scuola Normale Superiore, 2007, pp. 465.
- Edition of Marcantonio Flaminio, Meditationi et orationi formate sopra l’epistola di san Paolo ai romani, Torino, Aragno, 2007, pp. 87.
- Navicula Petri. L'arte dei papi nel '500 (with Fabrizio Biferali), Roma-Bari, Laterza, 2009, pp. 418.
- Il processo inquisitoriale del cardinal Giovanni Morone. Nuova edizione critica, Vol. I, Il processo d’accusa (with Dario Marcatto, Luca Addante and Guido Mongini), Libreria Editrice Vaticana, Roma 2011, pp. CXXV, 1379.

### Direction d'ouvrages
- Direction of Atlante Enciclopedico Touring, voll. IV-V (Atlante storico), Touring Club italiano, Milano, 1989-1990; II ed. UTET, Torino, 1991.
- Codirection (with Nicola Tranfaglia) of La Storia. I grandi problemi dal Medioevo all'Età Contemporanea, voll. 10, UTET, Torino, 1986-1988; II ed. Garzanti, Milano, 1993-1995.
- Codirection (with Pier Giorgio Zunino) of La storia e le sue immagini. L’Italia dall’Unità a oggi, voll. 3, Milano, Garzanti, 2002-2003.

### Principaux articles
- Pierre Bayle, gli eretici italiani del Cinquecento e la tradizione sociniana, Rivista storica italiana, LXXXV, 1973, pp. 612–66.
- Sui movimenti ereticali in Italia e in Polonia nei secoli XVI-XVII, Rivista storica italiana, LXXXVI, 1974, pp. 344–71.
- Alcuni documenti sulla conversione al cattolicesimo dell’eretico lucchese Simone Simoni, «Annali della Scuola normale superiore di Pisa», classe di lettere e filosofia, serie III, vol. IV, 4, 1974, pp. 1479–1502.
- List Jakuba Paleologa do cesarza Rudolfa II (1577), «Odrodzenie i Reformacja w Polsce», XXI, 1976, pp. 165–82.
- Recenti studi sul socinianesimo nel Sei e Settecento, Rivista storica italiana, LXXXIX, 1977, pp. 106–52.
- John Toland e il deismo inglese, Rivista storica italiana, XC, 1978, pp. 327–80.
- John Locke e il socinianesimo, Rivista storica italiana, XCII, 1980, pp. 35–124.
- Sulla legazione di pace di Reginald Pole (1553-1556), Rivista storica italiana, XCIII, 1981, pp. 821–37.
- Galileo tra inquisitori e microstorici (with Vincenzo Ferrone), Rivista storica italiana, XCVII, 1985, pp. 177–238; pubblished in English in «The Journal of Modern History», LVIII, 1986, pp. 485–524.
- Il cardinale, in L’uomo del Rinascimento, a cura di Eugenio Garin, Roma-Bari, Laterza, 1988, pp. 73–131 (French translation: Paris, Seuil, 1990; Spanish translation: Madrid, Alianza Editorial, 1990; Japanese translation: Iwanami Shoten, 1990; trad. olandese: Amsterdam, Uitgeversmaatschappij Agon BV, 1991; trad. inglese: Chicago-London, Chicago University Press, 1991).
- The Italian Reformation, in A Companion to the Reformation World, ed. by Ronnie Po-chia Hsia, London, Blackwell, 2004, pp. 169–84.
- Lorenzo Lotto and the Reformation in Venice, in Heresy, Culture, and Religion in Early Modern Italy. Contexts and Contestations, ed. by Ronald K. Delph, Michelle M. Fontaine, John J. Martin, Kirksville (Mo), Truman State University Press, 2006, pp. 21–36
- Da inquisitori a pontefici. Il Sant’Ufficio romano e la svolta del 1552, Rivista storica italiana, CXXII, 2010, pp. 911–50.